# Gweith Gwen Ystrat
Gweith Gwen Ystrat (« La Bataille de Gwen Ystrad ») est un poème gallois médiéval préservé dans le Livre de Taliesin, un manuscrit du XIVe siècle.

## Résumé
Le narrateur rapporte à la première personne une victoire du prince du VIe siècle Urien de Rheged, meneur des « hommes de Catraeth », en un endroit appelé Llech Gwen, dans la vallée de Gwen Ystrad (« vallée blanche » ou « vallée bénie »), face à des « hommes de Bretagne » (gwyr Prydein).

## Analyse
John T. Koch estime que Gweith Gwen Ystrat fait référence à la même bataille que Y Gododdin. Ce dernier est communément interprété comme le récit d'une bataille entre les Gododdin, un peuple breton, et les Anglo-Saxons, mais Koch considère qu'il présente en réalité un affrontement entre les hommes d'Urien et ceux du Gododdin, ces derniers étant assistés de troupes pictes. Selon lui, les « hommes de Bretagne » seraient en réalité des « hommes du pays picte » (gwyr Prydyn). Il date le poème du VIe siècle, proche de la date des faits rapportés.
Cette interprétation est rejetée par Graham Isaac, qui considère que le poème date plutôt du XIe siècle, voire plus tard encore. Il estime que la correction de Prydein en Prydyn n'est pas nécessaire pour que le poème ait un sens et souligne que les Gododdin ne sont pas cités dedans.